# Петербургский международный экономический форум 2019
Петербу́ргский междунаро́дный экономи́ческий фо́рум 2019 — российское деловое мероприятие (форум) в экономической сфере, прошедшее в Санкт-Петербурге с 6 по 8 июня 2019 года. 
В работе форума приняли участие 19 тыс. человек из 145 стран. Среди гостей форума были председатель КНР Си Цзиньпин, главы шести государств и генсек ООН Антониу Гутерриш.
В ходе форума было заключено 650 соглашений на общую сумму почти в 3,1 триллиона рублей. 
На проведение форума было потрачено, по независимым оценкам, порядка 2 млрд рублей.

## Итоги и заявления
Снижение ставок по ипотеке анонсировал глава Сбербанка Герман Греф: «Ставки будут идти вниз, вопрос — каким темпом и сколько лет займет переход к психологически важной цифре — 8 %». Максим Орешкин, возглавляющий Министерство экономического развития, заявил, что Россия и Белоруссия обсуждают возможность создания единой валюты в рамках союзного договора, что станет возможным при условии создания единого экономического пространства. В рамках своего выступления на форуме Владимир Путин сказал о том, что Россия преодолела трудности в экономике из-за санкций и падения цен на углеводороды, добавив, что цены на нефть в $60-65 за баррель устраивают страну. Также на пленарном заседании он призвал переосмыслить роль доллара как резервной мировой валюты и подчеркнул, что важнейшие сферы торговли необходимо вывести из-под торговых войн. 

## Соглашения
Наиболее крупными соглашениями бизнеса и государственных субъектов были признаны.
1. Ленинградская область и ООО «РусХимАльянс» подписали соглашение о социально-экономическом сотрудничестве при реализации проекта на 750 млрд рублей. 
2. Ростовская область и «ЮГ-Энерго» подписали соглашение о реализации на мощностях Новошахтинского завода нефтепродуктов (НЗНП) ряда производственных проектов с суммарным объемом инвестиций 177 млрд рублей.
3. Ленинградская область и АО «МХК «ЕвроХим» договорились заключить специальные инвестиционные контракты на 163 млрд рублей.
4. ВЭБ.РФ, инвестиционная компания Rockwell Capital и Красноярский крайп одписали соглашение о строительстве нового целлюлозно-бумажного комбината стоимостью 140 млрд рублей.
5. ВЭБ.РФ, Газпромбанк, Сбербанк, «Акрон» и Пермский край подписали соглашение о предоставлении 110,5 млрд рублей в виде синдицированного кредита на 15 лет на проект освоения Талицкого участка Верхнекамского месторождения калийно-магниевых солей.
6. Министерство природных ресурсов РФ, «Газпром нефть», Росприроднадзор, Омская область и Омский нефтеперерабатывающий завод подписали соглашение о взаимодействии в реализации федерального проекта «Чистый воздух» нацпроекта «Экология» на 100 млрд рублей.
7. ПАО «Новатэк» и Мурманская область подписали соглашение о сотрудничестве на 100 млрд рублей. НОВАТЭК инвестирует в строительство верфи в Белокаменке, создаст в регионе порядка 15 тысяч рабочих мест и примет участие в социальных проектах Мурманской области.
8. Холдинг Setl Group и ПАО «Сбербанк» подписали соглашение о стратегическом сотрудничестве на 100 млрд рублей. 

## Крупные проекты и их реализация
На форуме был представлен проект «Кронштадт. Остров Фортов», получивший одобрение президента Путина и на момент июня 2020 уже открывающий первые туристические объекты в Кронштадте.